# Каминский, Виктор Кириллович
Виктор Кириллович Каминский (1808—1865) — российский писатель, педагог.

## Биография
Окончил курс в гимназии князя Безбородко три года спустя после Гоголя — в 1831 году. Увлекаясь математикой, он отказался от представлявшегося ему лучшего места, чтобы поступить преподавателем любимого предмета; в 1834—1850 годах служил в Новгородском и Полтавском кадетских корпусах.
Расстроенное здоровье принудило его оставить службу, он уехал за границу, где здоровье его поправилось и дало ему возможность предпринять продолжительное путешествие на Восток, описанное им в книге «Воспоминания поклонника Св. Земли» (СПб., 1855; второе издание 1856; третье — 1859). Совершив второе путешествие в Иерусалим, Сирию и Аравию, он умер в Иерусалиме во время третьего своего пребывания там; погребён на Сионской горе.

## Публикации
- Каминский В. К. Воспоминания поклонника святого гроба : Ч. 1-2. — СПб.: тип. Э. Веймара, 1859. — 699 с.
- Каминский В. К. Воспоминания поклонника Святой Земли. — СПб.: тип. А. Дмитриева, 1855. — 281 с. || . — 2-е изд. — 1856. — 313 с.